# Браз Йосип Еммануїлович
Йосип Еммануїлович Браз (22 січня 1873, Одеса — 6 листопада 1936, Париж (?)) — український живописець, графік, педагог і колекціонер; член Товариства південноросійських художників з 1893 року; об'єднання «Світ мистецтва» у 1900—1924 роках та Спілки російських художників у 1903—1910 роках. Академік Петербурзької академії мистецтв з 1914 року.

## Біографія
Народився 10 [22] січня 1873 року в місті Одесі (нині Україна). Після закінчення гімназії у 1889—1890 роках навчався в Одеській малювальній школі, де його викладачем був зокрема Киріак Костанді. Протягом 1891—1894 років навчався в студії Шимона Голлоші та Мюнхенській академії мистецтв, згодом у Парижі, Амстердамі, Гаазі. Після повернення до Російської імперії, у 1895—1896 роках навчався у Петербурзькій академії мистецтв у Іллі Рєпіна. По завершенню навчання отримав звання класного художника 1-го ступеня за серію портретів. Один з них — «Портрет Єлизавети Мартинової», придбав Пало Третьяков. Надалі він замовив художнику також зображення Віри Комісаржевської та Антона Чехова, останній варіант якого був завершений у Ніцці в 1898 році й став найвідомішим портретом письменника.
Протягом 1900—1905 років викладав у власній студії та у рисувальній школі Товариства заохочування мистецтв у Санкт-Петербурзі. Протягом 1907—1911 років працював у Франції, у 1913 році — у Криму, у 1915—1917 роках — у Фінляндії.
У 1918—1924 та 1926—1928 роках працював реставратором та зберігачем Ермітажу. Одночасно у 1920—1924 і 1927—1928 роках викладав станковий живопис у Вищому художньо-технічному інституті у Ленінграді, професор. У 1924 році був заарештований за звинуваченням у шпигунстві і ув'язнений до Соловецького табору; в 1926 році достроково звільнений і відправлений на заслання в Новгород.
У 1928 році емігрував до Німеччини, потім до Франції. Жив у Парижі, де займався живописом, торгівлею антикваріатом та колекціонуванням. Помер в Парижі 6 листопада 1936 Похований у містечку Шантії.

## Творчість
У 1890–1900-х роках створив цикл портретів російських художників: Іллі Гінцбурга (1890-ті), Костянтина Первухіна (1901), Леоніда Пастернака, Сергія Іванова (обидва — 1903) та інших. Писав також пейзажі: «Сутінки» (1894), «Весна» (Пермська художня галерея), види Франції
(«Бретань», 1911), Криму (1913), Фінляндії (1915—1917). Виконав літографії — три пейзажі для альбому «П'ятнадцять літографій російських художників» (Санкт-Петербург,
1900), «Портрет Марії Гаврилівни Савіної».
Після Жовтневої революції 1917 року продовжив серію портретів художників: Петра Нерадовського, Мстислава Добужинського, Івана Фоміна, Костянтина Сомова та інших і створив цикл натюрмортів: «Натюрморт з мідною ступкою» (1920), «Натюрморт з блакитним глеком» (1921, Державний Російський музей), «Натюрморт з білою серветкою» (1922).
З січня 1926 року, перебуваючи на засланні в Новгороді, опрацьовував фонди й реставрував пам'ятники в Губернському музеї.
Брав участь у виставках з 1893 року, зокрема у 1900—1903, 1911—1917, 1922 і 1924 роках у виставках «Світу мистецтв». 1926 року провів персональну виставку в Новгороді, 1930 року — у Парижі.
У музеях України зберігаються картини художника:
- «За читанням» (1897, дерево, олія; Національний художній музей України)[5];
- «Вітряк» (Національний художній музей України);
- «На дачі» (1893, Одеський художній музей);
- «Хризантеми» (1899, Одеський художній музей);
- «Жінка біля вікна» (1906, Національний музей «Київська картинна галерея»);
- «Кабінет Олександра І в Павловську» (1906, Національний музей «Київська картинна галерея»).

|                       |                             |                              |                        |                                 |
| Портрет Антона Чехова | Портрет Олександра Соколова | Портрет Костянтина Первухіна | Портрет Сергія Іванова | Портрет Мстислава Добужинського |